# Phorbas clathratus
Phorbas clathratus är en svampdjursart som först beskrevs av Claude Lévi 1963.  Phorbas clathratus ingår i släktet Phorbas och familjen Hymedesmiidae. Inga underarter finns listade i Catalogue of Life.